# Орґьот
Орґьот (рос. Оргёт) — село Верхньовілюйського улусу, Республіки Саха Росії. Входить до складу Орґьотського наслегу.
Населення — 551 особа (2015 рік).

## Відомі особистості
В поселенні народився:
- Кононов Конон Євсеєвич (1933—1987) — ботанік-географ.